# Norr Åmyra
Norr Åmyra är en by i Huddunge socken, Heby kommun.
Norr Åmyra kallades ursprungligen bara Åmyra, äldsta belägg är från 1389 ("J myre"). I samband med att Sör Åmyra växer fram kallas det först Lilla Åmyra, och efterhand börjar då Norr Åmyra att kallas Stora Åmyra (första belägg 1600) eller Norr Åmyra (första belägg 1571). Då byarna ligger ungefär två och en halv kilometer från varandra, är troligt att alla medeltidsbelägg avser Norr Åmyra. Efterleden syftar på de sanka ängsmarker som tidigare bredde ut sig kring byn, de är nu huvudsakligen utdikade. Ån i förleden är antingen Källbäcken som inner söder om byn eller den mindre bäck väster om byn som mynnar i Källbäcken. Källbäcken hade tidigare en sydligare sträckning än idag. I äldsta belägget omnämns Nils i Åmyra bland dem som satts i fängelse som gisslan av kung Albrekts tyska tjänare. En Jöns i Åyra var vidervaruman vid häradstinget. En Olof Jönsson i Åmyra ingick 1527 i den delegation av tio uppländska bönder som på Gustav Vasas uppdrag sändes till Dalarna för att förhandla med allmogen om upproret där. 1538 upptas Åmyra som ett mantal skatte med en skatteutjord. Året därpå redovisas dock utjorden som ett eget hemman, "Littla Åmire".
Bland bebyggelser på ägorna märks det försvunna torpet Andersberg eller Andersborg, anlagt i början av 1800-talet; lägenheterna, Backa och Björksta uppförda i början av 1900-talet; Bärfallet, ett försvunnet torp från början av 1800-talet. Erik Ols är en gårdstomt som flyttades ut från bytomten i samband med laga skifte 1857. Då fans här sedan tidigare ett torp, kallat Erik Perstorp. Torpet Hagalund uppfördes på 1880-talet. Vidare torpet Laggarbo som är känt sedan 1810, Lugnet uppfört i början av 1900-talet; Lövlund, ett torp vid mitten av 1800-talet; Lövskog, dokumenterat första gången 1688 och som tidvis fungerat som soldattorp;torpet Nordmyra uppfört i slutet av 1800-talet, torpen Norrbo, Skräddarbo, Sörbo och Österbo samt Åberga, som var soldattorp för soldaten 362 Åberg vid Västmanlands regemente.